# Port lotniczy Lasho
Port lotniczy Lasho (IATA: LSH, ICAO: VYLS) – port lotniczy położony w Lasho, w stanie Szan, w Birmie.